# Lista de Pokémon
A franquia Pokémon gira em torno de 1025 espécies fictícias de monstros colecionáveis, cada um com designs e habilidades únicas. Concebido por Satoshi Tajiri no início de 1989, os Pokémon são criaturas que habitam o mundo fictício Pokémon. Os projetos para a multiplicidade de espécies podem inspirar-se em qualquer coisa como animais, plantas, criaturas mitológicas e até objetos inanimados. Muitos Pokémon são capazes de evoluir para espécies mais poderosas, enquanto outros podem sofrer mudanças de forma e obter resultados semelhantes. Existem até alguns deles que não podem evoluir. Originalmente, apenas um punhado de artistas liderados por Ken Sugimori que projetou Pokémon. No entanto, até 2013, uma equipe de 20 artistas trabalharam juntos para criar novos desenhos de espécies. Sugimori e Hironobu Yoshida lideram a equipe e determinam os projetos finais. Cada iteração da série trouxe elogios e críticas sobre as numerosas criaturas.
A vasta gama de criaturas é comumente dividida em "gerações", com cada divisão englobando principalmente novos títulos no série de jogos eletrônicos principais e muitas vezes uma mudança da plataforma portátil. Geração I refere-se a Red, Green, Blue e Yellow; Geração II refere-se a Gold, Silver e Crystal; Geração III refere-se a Ruby, Sapphire, FireRed, LeafGreen e Emerald; Geração IV refere-se a Diamond, Pearl, Platinum, HeartGold e SoulSilver; Geração V refere-se a Black, White, Black 2 e White 2; Geração VI refere-se a X, Y, Omega Ruby e Alpha Sapphire; Geração VII refere-se a Sun, Moon, Ultra Sun, Ultra Moon, Let's Go, Pikachu! e Let's Go, Eevee!; Geração VIII refere-se a Sword, Shield, Brilliant Diamond e Shining Pearl e Pokemon Legends: Arceus, e Geração IX refere-se a Scarlet e Violet e Pokémon Legends: Z-A. Cada geração também é marcada pela adição de novos Pokémon: 151 na Geração I na região de Kanto; 100 na Geração II na região de Johto; 135 na Geração III na região de Hoenn; 107 na Geração IV na região de Sinnoh; 156 na Geração V na região de Unova; 72 na Geração VI na região de Kalos; 88 na Geração VII nas regiões de Alola e Kanto; 96 na Geração VIII na região de Galar e Hisui, e 120 na Geração IX na região de Paldea.
Devido ao grande número de Pokémon, a listagem de cada espécie é dividida em artigos por geração. Os 898 Pokémon são organizados por seu número na Pokédex Nacional—uma enciclopédia eletrônica no jogo que fornece várias informações sobre Pokémon. A Pokédex Nacional é subdividido em séries de Pokédex Regionais, cada uma girando em torno de espécies introduzidas no momento de suas respectivas gerações, juntamente com as gerações mais velhas. Por exemplo, a Pokédex de Johto, Geração II, cobre os 100 espécies introduzidos em Gold e Silver além das 151 espécies originais. As enciclopédias seguem uma ordem geral: os Pokémon iniciais são listados primeiro, seguidos pelas espécies que podem ser obtidas no início dos respectivos jogos e são concluídos com Pokémon Lendários e Míticos. Geração V é uma exceção notável, pois o Victini é o primeiro Pokémon na Pokédex de Unova e também é numerado exclusivamente como o número 000.

## Concepção
A premissa de Pokémon em geral foi concebida por Satoshi Tajiri—quem mais tarde fundou Game Freak—em 1989, quando o Game Boy foi lançado. As criaturas que habitam o Mundo Pokémon também são chamadas de Pokémon. A palavra "Pokémon" é uma romanização e contração da marca japonesa Pocket Monsters (ポケットモンスター, Poketto Monsutā). O conceito do universo Pokémon, tanto nos jogos eletrônicos quanto no mundo ficcional geral dos Pokémon, decorre principalmente do passatempo infantil de Tajiri na coleta de insetos. Outras influências no conceito incluem Ultraman, anime e jogando jogos eletrônicos em geral. Ao longo de sua infância, Tajiri viu sua cidade rural, cheia de natureza (Machida, Tóquio), se transformar em um centro urbano. A urbanização de sua cidade afastou a vida selvagem, ele e outras pessoas que moram na área acabaram incapazes de coletar insetos. Através de Pokémon, Tajiri procurou trazer de volta esse passatempo ao ar livre e compartilhá-lo com o mundo. Os primeiros jogos da franquia, Red e Green, foram lançados em 27 de fevereiro de 1996 no Japão para Game Boy; os jogos viram um lançamento internacional como Red e Blue em Setembro de 1998. A capacidade de capturar, batalhar, trocar e cuidar de inúmeras criaturas catapultou os Pokémon para a popularidade internacional e tornou-se uma franquia multibilionária e a segunda série de jogos eletrônicos mais vendida, atrás apenas da franquia Mario.
No início de um jogo principal da série Pokémon, o personagem do jogador recebe um dos três Pokémon "iniciais", com os quais eles podem lutar e capturar outros Pokémon. Cada Pokémon tem um ou dois "tipos", como Fogo, Água ou Grama. Na batalha, certos tipos são fortes contra outros tipos. Por exemplo, um ataque do tipo Fogo causa mais dano a um Pokémon do tipo Grama do que um ataque do tipo Água. Essa forma de jogo é frequentemente comparada à de pedra, papel e tesoura, embora os jogadores tenham que criar estratégias de quais Pokémon e quais de seus ataques usar contra vários oponentes.
Muitas espécies de Pokémon são capazes de evoluir em uma criatura maior e mais poderosa. A mudança é acompanhada por mudanças de status, geralmente com um aumento modesto de seus status, acesso a uma variedade maior de ataques e possibilidade de modificar ou ganhar uma nova tipagem. Existem várias maneiras de desencadear uma evolução, incluindo atingir um nível específico, usar uma pedra especial ou aprender um ataque específico. Por exemplo, no nível 16, Bulbasaur é capaz de evoluir para Ivysaur. Mais notavelmente, o tipo Normal Eevee, descrito na Pokédex como pokémon evolução,  é capaz de evoluir para oito Pokémon diferentes: Jolteon (Elétrico), Flareon (Fogo), Vaporeon (Água), Umbreon (Sombrio), Espeon (Psíquico), Leafeon (Grama), Glaceon (Gelo) e Sylveon (Fada). Na Geração VI, uma nova mecânica chamado Mega Evolução—bem como um subconjunto do Mega Evolução chamado Reversão Primitiva—foi introduzido no jogo. Diferentemente da evolução normal, Mega Evolução e Reversão Primitiva duram apenas a duração de uma batalha, com o Pokémon retornando à sua forma normal no final. Quarenta e oito Pokémon são capazes de sofrer Mega Evolução ou Reversão Primitiva a partir do lançamento de Sun e Moon. Por outro lado, algumas espécies como Castform, Rotom, Unown e Lycanroc sofrem alterações de forma que podem fornecer lustres estatísticos ou alterar e alterações de tipo, mas não são consideradas novas espécies. Alguns Pokémon têm diferenças na aparência devido ao sexo. Pokémon podem ser masculino ou feminino, somente masculino, somente feminino ou sem gênero.
Embora a franquia Pokémon seja destinada principalmente a jogadores mais jovens, cada Pokémon possui vários atributos complexos, como naturezas, traços característicos, Valores Individuais (IVs) e Valores de Esforço (EVs). Estes, de acordo com o diretor da Game Freak Junichi Masuda, são destinados a pessoas "que gostam de lutar e querem se aprofundar mais". Essas estatísticas individuais também foram incluídas porque o conceito básico da franquia é treinar um Pokémon. Designer Takeshi Kawachimaru afirmou que IVs e EVs "ajudam a tornar cada Pokemon no jogo individual", pois acrescenta aspectos únicos a eles. Cada jogo Pokémon apresenta alguns Pokémon "lendários" e "míticos" que são poderosos, raros e difíceis de capturar. Pokémon Sun e Moon introduzem "Ultracriaturas", que são descritos como "seres de outra dimensão" que apareceram na região de Alola, são igualmente poderosos e raros. Pokemon Scarlet and Violet Introduzem "Pokémon Paradoxo", descritos como Pokémon fora de seu tempo, tendo representantes do passado e futuro, eles se assemelham a Pokémon contemporâneos.

## Design e desenvolvimento
Durante o desenvolvimento de Red e Green, todos os Pokémon foram projetados por Ken Sugimori, um amigo de longa data de Tajiri, e uma equipe de menos de dez pessoas, incluindo Atsuko Nishida que é creditado como a designer de Pikachu. Até 2013, uma equipe de 20 artistas trabalharam juntos para criar novos projetos de espécies. Um comitê de cinco pessoas determina quais designs são incorporados aos jogos, com Sugimori e Hironobu Yoshida finalizando a aparência de cada criatura. Além disso, Sugimori é responsável pelo Pokémon Lendário da arte em caixas e por toda a arte oficial dos jogos. De acordo com Yoshida, o número de designs de Pokémon rejeitados é de cinco a dez vezes mais que o número finalizado em cada jogo. Em casos raros, projetos rejeitados são trazidos de volta e lançados em uma geração posterior. Shigeru Ohmori, diretor de Sun e Moon, admitiu que criar novos Pokémon se tornou uma tarefa difícil com o grande número de criaturas projetadas ao longo dos 20 anos de história da franquia. Cada iteração da série trouxe elogios e críticas sobre as numerosas criaturas.
Os designs de Pokémon são frequentemente muito análogos às criaturas da vida real, mas também abrangem objetos inanimados e inspirações folclóricas. Diretor Junichi Masuda e designer gráfico Takao Unno afirmaram que a inspiração para os designs de Pokémon pode vir de qualquer coisa. A variedade de animais e cultura em todo o mundo fornece a base para inúmeras ideias a serem incorporadas à franquia. O ambiente em que um Pokémon viveria é levado em consideração quando eles são projetados. A lei-como Comfey se encaixa adequadamente na região de Alola, inspirada no Havaí de Sun e Moon. Masuda afirmou que cada elemento de um design tem uma razão de funcionamento. Em alguns casos, a equipe de design cria uma pegada que eu Pokémon poderia criar e cria uma criatura em torno disso. Alguns designers buscam inspiração na mecânica do jogo, vendo onde combinações específicas de digitação seriam interessantes. A atribuição de digitação varia durante o processo de design, às vezes um Pokémon recebe um tipo depois que ele é criado e outras vezes é projetado em torno de um determinado tipo. Cada Pokémon tem uma altura e peso específicos.
As raízes mais simples dos designs na Geração I geraram maior complexidade nos jogos posteriores. Designs, em geral, tornaram-se cada vez mais complexos e temáticos em jogos mais recentes. Sneasel, por exemplo, inspira-se na criatura mítica japonesa yōkai kamaitachi, com garras rápidas e afiadas que caçam em bandos. Esses elementos são encontrados no design e nas características do Sneasel. Novos Pokémon introduzidos na Geração VI, por exemplo, são fortemente influenciados pela cultura e fauna da Europa (ou seja, França). No entanto, com o lançamento de X e Y em 2013, Sugimori afirmou que deseja que o design de Pokémon retorne às raízes mais simples da franquia.
Masuda considera o Pokémon inicial um dos mais importantes da franquia; Yoshida vai mais longe e os chama de "o rosto dessa geração" e diz que "são eles que devem estar na embalagem". Os três Pokémon iniciais de cada geração são do tipo Grama, Água e Fogo, um trio que Masuda considera o mais fácil de entender para novos jogadores. Numa entrevista com GamesRadar em 2009, Masuda afirmou que Pokémon simples levam cerca de seis meses para serem projetados e desenvolvidos, enquanto Pokémon que desempenham um papel mais importante nos jogos (como Pokémon iniciais) podem levar mais de um ano. Masuda acrescentou: "Também queremos que o designer tenha o máximo de liberdade possível, não queremos restringir sua imaginação dizendo 'Queremos esse tipo de Pokémon.' Quando conversamos com o designer, sempre enfatizamos que eles não devem pensar necessariamente em Pokémon, mas devem ser o mais criativo possível." Depois que o Pokémon é projetado, ele é enviado ao "Produtor de Batalha", que decide quais movimentos e estatísticas o Pokémon deve ter.

## Lista de Pokémon

### Detalhes da lista por geração
| Geração      | Ano           | Principais títulos                             | Recriação                             | Plataforma                  | Número de Pokémon | Número de Pokémon | Número de Pokémon |
| Geração      | Ano           | Principais títulos                             | Recriação                             | Plataforma                  | Novo no jogo      | Novo na geração   | Total             |
| ------------ | ------------- | ---------------------------------------------- | ------------------------------------- | --------------------------- | ----------------- | ----------------- | ----------------- |
| Geração I    | 1996–1999     | Red, Green, Blue e Yellow                      | Nenhum                                | Game Boy, Nintendo 3DS      | 151               | 151               | 151               |
| Geração II   | 1999-2002     | Gold, Silver e Crystal                         | Nenhum                                | Gameboy Color, Nintendo 3DS | 100               | 100               | 251               |
| Geração III  | 2002–2006     | Ruby, Sapphire e Emerald                       | FireRed e LeafGreen                   | Game Boy Advance            | 135               | 135               | 386               |
| Geração IV   | 2006-2010     | Diamond, Pearl e Platinum                      | HeartGold e SoulSilver                | Nintendo DS                 | 107               | 107               | 493               |
| Geração V    | 2010–2013     | Black, White, Black 2 e White 2                | Nenhum                                | Nintendo DS                 | 156               | 156               | 649               |
| Geração VI   | 2013–2016     | X e Y                                          | Omega Ruby e Alpha Sapphire           | Nintendo 3DS                | 72                | 72                | 721               |
| Geração VII  | 2016–2019     | Sun e Moon                                     | Nenhum                                | Nintendo 3DS                | 81                | 88                | 809               |
| Geração VII  | 2016–2019     | Ultra Sun e Ultra Moon                         | Nenhum                                | Nintendo 3DS                | 5                 | 88                | 809               |
| Geração VII  | 2016–2019     | Nenhum                                         | Let's Go, Pikachu! e Let's Go, Eevee! | Nintendo Switch             | 2                 | 88                | 809               |
| Geração VIII | 2019–2022     | Sword e Shield                                 | Brilliant Diamond e Shining Pearl     | Nintendo Switch             | 81                | 96                | 905               |
| Geração VIII | 2019–2022     | Expansões The Isle of Armor e The Crown Tundra | Brilliant Diamond e Shining Pearl     | Nintendo Switch             | 8                 | 96                |                   |
| Geração VIII | 2019–2022     | Legends: Arceus                                | Brilliant Diamond e Shining Pearl     | Nintendo Switch             | 7                 | 96                |                   |
| Geração IX   | 2022-presente | Scarlet e Violet                               | Nenhum                                | Nintendo Switch             | 105               | 120               | 1025              |
| Geração IX   | 2022-presente | Expansão The Teal Mask                         | Nenhum                                | Nintendo Switch             | 7                 | 120               | 1025              |
| Geração IX   | 2022-presente | Expansão The Indigo Disk                       | Nenhum                                | Nintendo Switch             | 8                 | 120               | 1025              |

### Lista de espécies
| Cor / símbolo | Significado              | Descrição |
| ------------- | ------------------------ | --- |
| †             | Pokémon inicial          | O primeiro Pokémon que um jogador pode obter nos principais jogos da série                                                                          |
| ~             | Pokémon fóssil           | Pokémon antigos obtidos apenas pela ressurreição de fósseis                                                                                         |
| ※             | Pokémon bebê             | Pokémon infantis, obtidos principalmente pela criação de suas formas evoluídas                                                                      |
| ‡             | Pokémon Lendário         | Pokémon poderosos associados às lendas e tradições do mundo Pokémon                                                                                 |
| ♭             | Pokémon mítico           | Pokémon somente obtidos através de eventos de distribuição.                                                                                         |
| ♯             | Ultra Fera/Ultracriatura | Pokémon de outra dimensão |
| §             | Pokémon Paradoxo         | Parentes pré-históricos ou de um futuro distante de um Pokémon moderno. Também versões convergentes do passado ou do futuro de Pokémon do presente. |

| Geração I             | Geração I             | Geração II            | Geração II            | Geração III           | Geração III           | Geração IV            | Geração IV            | Geração V | Geração V   | Geração VI            | Geração VI            | Geração VII           | Geração VII           | Geração VIII          | Geração VIII          | Geração IX                               | Geração IX                               |
| Dex #                 | Nome                  | Dex #                 | Nome                  | Dex #                 | Nome                  | Dex #                 | Nome                  | Dex #     | Nome        | Dex #                 | Nome                  | Dex #                 | Nome                  | Dex #                 | Nome                  | Dex #                                    | Nome                                     |
| --------------------- | --------------------- | --------------------- | --------------------- | --------------------- | --------------------- | --------------------- | --------------------- | --------- | ----------- | --------------------- | --------------------- | --------------------- | --------------------- | --------------------- | --------------------- | ---------------------------------------- | ---------------------------------------- |
| 001                   | Bulbassaur†           | 152                   | Chikorita†            | 252                   | Treecko†              | 387                   | Turtwig†              | 494       | Victini ♭   | 650                   | Chespin†              | 722                   | Rowlet†               | 810                   | Grookey†              | 906                                      | Sprigatito†                              |
| 002                   | Ivyssaur              | 153                   | Bayleef               | 253                   | Grovyle               | 388                   | Grotle                | 495       | Snivy†      | 651                   | Quilladin             | 723                   | Dartrix               | 811                   | Thwackey              | 907                                      | Floragato                                |
| 003                   | Venossaur             | 154                   | Meganium              | 254                   | Sceptile              | 389                   | Torterra              | 496       | Servine     | 652                   | Chesnaught            | 724                   | Decidueye             | 812                   | Rillaboom             | 908                                      | Meowscarada                              |
| 004                   | Charmander†           | 155                   | Cyndaquil†            | 255                   | Torchic†              | 390                   | Chimchar†             | 497       | Serperior   | 653                   | Fennekin†             | 725                   | Litten†               | 813                   | Scorbunny†            | 909                                      | Fuecoco†                                 |
| 005                   | Charmeleon            | 156                   | Quilava               | 256                   | Combusken             | 391                   | Monferno              | 498       | Tepig†      | 654                   | Braixen               | 726                   | Torracat              | 814                   | Raboot                | 910                                      | Crocalor                                 |
| 006                   | Charizard             | 157                   | Typhlosion            | 257                   | Blaziken              | 392                   | Infernape             | 499       | Pignite     | 655                   | Delphox               | 727                   | Incineroar            | 815                   | Cinderace             | 911                                      | Skelerdirge                              |
| 007                   | Squirtle†             | 158                   | Totodile†             | 258                   | Mudkip†               | 393                   | Piplup†               | 500       | Emboar      | 656                   | Froakie†              | 728                   | Popplio†              | 816                   | Sobble †              | 912                                      | Quaxly†                                  |
| 008                   | Wartortle             | 159                   | Croconaw              | 259                   | Marshtomp             | 394                   | Prinplup              | 501       | Oshawott†   | 657                   | Frogadier             | 729                   | Brionne               | 817                   | Drizzile              | 913                                      | Quaxwell                                 |
| 009                   | Blastoise             | 160                   | Feraligatr            | 260                   | Swampert              | 395                   | Empoleon              | 502       | Dewott      | 658                   | Greninja              | 730                   | Primarina             | 818                   | Inteleon              | 914                                      | Quaquaval                                |
| 010                   | Caterpie              | 161                   | Sentret               | 261                   | Poochyena             | 396                   | Starly                | 503       | Samurott    | 659                   | Bunnelby              | 731                   | Pikipek               | 819                   | Skwovet               | 915                                      | Lechonk                                  |
| 011                   | Metapod               | 162                   | Furret                | 262                   | Mightyena             | 397                   | Staravia              | 504       | Patrat      | 660                   | Diggersby             | 732                   | Trumbeak              | 820                   | Greedent              | 916                                      | Oinkologne                               |
| 012                   | Butterfree            | 163                   | Hoothoot              | 263                   | Zigzagoon             | 398                   | Staraptor             | 505       | Watchog     | 661                   | Fletchling            | 733                   | Toucannon             | 821                   | Rookidee              | 917                                      | Tarountula                               |
| 013                   | Weedle                | 164                   | Noctowl               | 264                   | Linoone               | 399                   | Bidoof                | 506       | Lillipup    | 662                   | Fletchinder           | 734                   | Yungoos               | 822                   | Corvisquire           | 918                                      | Spidops                                  |
| 014                   | Kakuna                | 165                   | Ledyba                | 265                   | Wurmple               | 400                   | Bibarel               | 507       | Herdier     | 663                   | Talonflame            | 735                   | Gumshoos              | 823                   | Corviknight           | 919                                      | Nymble                                   |
| 015                   | Beedrill              | 166                   | Ledian                | 266                   | Silcoon               | 401                   | Kricketot             | 508       | Stoutland   | 664                   | Scatterbug            | 736                   | Grubbin               | 824                   | Blipbug               | 920                                      | Lokix                                    |
| 016                   | Pidgey                | 167                   | Spinarak              | 267                   | Beautifly             | 402                   | Kricketune            | 509       | Purrloin    | 665                   | Spewpa                | 737                   | Charjabug             | 825                   | Dottler               | 921                                      | Pawmi                                    |
| 017                   | Pidgeotto             | 168                   | Ariados               | 268                   | Cascoon               | 403                   | Shinx                 | 510       | Liepard     | 666                   | Vivillon              | 738                   | Vikavolt              | 826                   | Orbeetle              | 922                                      | Pawmo                                    |
| 018                   | Pidgeot               | 169                   | Crobat                | 269                   | Dustox                | 404                   | Luxio                 | 511       | Pansage     | 667                   | Litleo                | 739                   | Crabrawler            | 827                   | Nickit                | 923                                      | Pawmot                                   |
| 019                   | Rattata               | 170                   | Chinchou              | 270                   | Lotad                 | 405                   | Luxray                | 512       | Simisage    | 668                   | Pyroar                | 740                   | Crabominável          | 828                   | Thievul               | 924                                      | Tandemaus                                |
| 020                   | Raticate              | 171                   | Lanturn               | 271                   | Lombre                | 406                   | Budew ※               | 513       | Pansear     | 669                   | Flabébé               | 741                   | Oricório              | 829                   | Gossifleur            | 925                                      | Maushold                                 |
| 021                   | Spearow               | 172                   | Pichu ※               | 272                   | Ludicolo              | 407                   | Roserade              | 514       | Simisear    | 670                   | Floette               | 742                   | Cutiefly              | 830                   | Eldegoss              | 926                                      | Fidough                                  |
| 022                   | Fearow                | 173                   | Cleffa ※              | 273                   | Seedot                | 408                   | Cranidos ~            | 515       | Panpour     | 671                   | Florges               | 743                   | Ribombee              | 831                   | Wooloo                | 927                                      | Dachsbun                                 |
| 023                   | Ekans                 | 174                   | Igglybuff ※           | 274                   | Nuzleaf               | 409                   | Rampardos~            | 516       | Simipour    | 672                   | Skiddo                | 744                   | Rockruff              | 832                   | Dubwool               | 928                                      | Smoliv                                   |
| 024                   | Arbok                 | 175                   | Togepi ※              | 275                   | Shiftry               | 410                   | Shieldon ~            | 517       | Munna       | 673                   | Gogoat                | 745                   | Lycanroc              | 833                   | Chewtle               | 929                                      | Dolliv                                   |
| 025                   | Pikachu†              | 176                   | Togetic               | 276                   | Taillow               | 411                   | Bastiodon ~           | 518       | Musharna    | 674                   | Pancham               | 746                   | Wishiwashi            | 834                   | Drednaw               | 930                                      | Arboliva                                 |
| 026                   | Raichu                | 177                   | Natu                  | 277                   | Swellow               | 412                   | Burmy                 | 519       | Pidove      | 675                   | Pangoro               | 747                   | Mareanie              | 835                   | Yamper                | 931                                      | Squawkabilly                             |
| 027                   | Sandshrew             | 178                   | Xatu                  | 278                   | Wingull               | 413                   | Wormadam              | 520       | Tranquill   | 676                   | Furfrou               | 748                   | Toxapex               | 836                   | Boltund               | 932                                      | Nacli                                    |
| 028                   | Sandslash             | 179                   | Mareep                | 279                   | Pelipper              | 414                   | Mothim                | 521       | Unfezant    | 677                   | Espurr                | 749                   | Mudbray               | 837                   | Rolycoly              | 933                                      | Naclstack                                |
| 029                   | Nidoran♀              | 180                   | Flaaffy               | 280                   | Ralts                 | 415                   | Combee                | 522       | Blitzle     | 678                   | Meowstic              | 750                   | Mudsdale              | 838                   | Carkol                | 934                                      | Garganacl                                |
| 030                   | Nidorina              | 181                   | Ampharos              | 281                   | Kirlia                | 416                   | Vespiquen             | 523       | Zebstrika   | 679                   | Honedge               | 751                   | Dewpider              | 839                   | Coalossal             | 935                                      | Charcadet                                |
| 031                   | Nidoqueen             | 182                   | Bellossom             | 282                   | Gardevoir             | 417                   | Pachirisu             | 524       | Roggenrola  | 680                   | Doublade              | 752                   | Araquanid             | 840                   | Applin                | 936                                      | Armarouge                                |
| 032                   | Nidoran♂              | 183                   | Marill                | 283                   | Surskit               | 418                   | Buizel                | 525       | Boldore     | 681                   | Aegislash             | 753                   | Fomantis              | 841                   | Flapple               | 937                                      | Ceruledge                                |
| 033                   | Nidorino              | 184                   | Azumarill             | 284                   | Masquerain            | 419                   | Floatzel              | 526       | Gigalith    | 682                   | Spritzee              | 754                   | Lurantis              | 842                   | Appletun              | 938                                      | Tadbulb                                  |
| 034                   | Nidoking              | 185                   | Sudowoodo             | 285                   | Shroomish             | 420                   | Cherubi               | 527       | Woobat      | 683                   | Aromatisse            | 755                   | Morelull              | 843                   | Silicobra             | 939                                      | Bellibolt                                |
| 035                   | Clefairy              | 186                   | Politoed              | 286                   | Breloom               | 421                   | Cherrim               | 528       | Swoobat     | 684                   | Swirlix               | 756                   | Shiinotic             | 844                   | Sandaconda            | 940                                      | Wattrel                                  |
| 036                   | Clefable              | 187                   | Hoppip                | 287                   | Slakoth               | 422                   | Shellos               | 529       | Drilbur     | 685                   | Slurpuff              | 757                   | Salandit              | 845                   | Cramorant             | 941                                      | Kilowattrel                              |
| 037                   | Vulpix                | 188                   | Skiploom              | 288                   | Vigoroth              | 423                   | Gastrodon             | 530       | Excadrill   | 686                   | Inkay                 | 758                   | Salazzle              | 846                   | Arrokuda              | 942                                      | Maschiff                                 |
| 038                   | Ninetales             | 189                   | Jumpluff              | 289                   | Slaking               | 424                   | Ambipom               | 531       | Audino      | 687                   | Malamar               | 759                   | Stufful               | 847                   | Barraskewda           | 943                                      | Mabosstiff                               |
| 039                   | Jigglypuff            | 190                   | Aipom                 | 290                   | Nincada               | 425                   | Drifloon              | 532       | Timburr     | 688                   | Binacle               | 760                   | Bewear                | 848                   | Toxel ※               | 944                                      | Shroodle                                 |
| 040                   | Wigglytuff            | 191                   | Sunkern               | 291                   | Ninjask               | 426                   | Drifblim              | 533       | Gurdurr     | 689                   | Barbaracle            | 761                   | Bounsweet             | 849                   | Toxtricity            | 945                                      | Grafaiai                                 |
| 041                   | Zubat                 | 192                   | Sunflora              | 292                   | Shedinja              | 427                   | Buneary               | 534       | Conkeldurr  | 690                   | Skrelp                | 762                   | Steenee               | 850                   | Sizzlipede            | 946                                      | Bramblin                                 |
| 042                   | Golbat                | 193                   | Yanma                 | 293                   | Whismur               | 428                   | Lopunny               | 535       | Tympole     | 691                   | Dragalge              | 763                   | Tsareena              | 851                   | Centiskorch           | 947                                      | Brambleghast                             |
| 043                   | Oddish                | 194                   | Wooper                | 294                   | Loudred               | 429                   | Mismagius             | 536       | Palpitoad   | 692                   | Clauncher             | 764                   | Comfey                | 852                   | Clobbopus             | 948                                      | Toedscool                                |
| 044                   | Gloom                 | 195                   | Quagsire              | 295                   | Exploud               | 430                   | Honchkrow             | 537       | Seismitoad  | 693                   | Clawitzer             | 765                   | Oranguru              | 853                   | Grapploct             | 949                                      | Toedscruel                               |
| 045                   | Vileplume             | 196                   | Espeon                | 296                   | Makuhita              | 431                   | Glameow               | 538       | Throh       | 694                   | Helioptile            | 766                   | Passimian             | 854                   | Sinistea              | 950                                      | Klawf                                    |
| 046                   | Paras                 | 197                   | Umbreon               | 297                   | Hariyama              | 432                   | Purugly               | 539       | Sawk        | 695                   | Heliolisk             | 767                   | Wimpod                | 855                   | Polteageist           | 951                                      | Capsakid                                 |
| 047                   | Parasect              | 198                   | Murkrow               | 298                   | Azurill ※             | 433                   | Chingling ※           | 540       | Sewaddle    | 696                   | Tyrunt ~              | 768                   | Golisopod             | 856                   | Hatenna               | 952                                      | Scovillain                               |
| 048                   | Venonat               | 199                   | Slowking              | 299                   | Nosepass              | 434                   | Stunky                | 541       | Swadloon    | 697                   | Tyrantrum ~           | 769                   | Sandygast             | 857                   | Hattrem               | 953                                      | Rellor                                   |
| 049                   | Venomoth              | 200                   | Misdreavus            | 300                   | Skitty                | 435                   | Skuntank              | 542       | Leavanny    | 698                   | Amaura ~              | 770                   | Palossand             | 858                   | Hatterene             | 954                                      | Rabscar                                  |
| 050                   | Diglett               | 201                   | Unown                 | 301                   | Delcatty              | 436                   | Bronzor               | 543       | Venipede    | 699                   | Aurorus ~             | 771                   | Pyukumuku             | 859                   | Impidimp              | 955                                      | Flittle                                  |
| 051                   | Dugtrio               | 202                   | Wobbuffet             | 302                   | Sableye               | 437                   | Bronzong              | 544       | Whirlipede  | 700                   | Sylveon               | 772                   | Tipo: Nulo            | 860                   | Morgrem               | 956                                      | Espathra                                 |
| 052                   | Meowth                | 203                   | Girafarig             | 303                   | Mawile                | 438                   | Bonsly ※              | 545       | Scolipede   | 701                   | Hawlucha              | 773                   | Silvally              | 861                   | Grimmsnarl            | 957                                      | Tinkatink                                |
| 053                   | Persian               | 204                   | Pineco                | 304                   | Aron                  | 439                   | Mime Jr. ※            | 546       | Cottonee    | 702                   | Dedenne               | 774                   | Minior                | 862                   | Obstagoon             | 958                                      | Tinkatuff                                |
| 054                   | Psyduck               | 205                   | Forretress            | 305                   | Lairon                | 440                   | Happiny ※             | 547       | Whimsicott  | 703                   | Carbink               | 775                   | Komala                | 863                   | Perrserker            | 959                                      | Tinkaton                                 |
| 055                   | Golduck               | 206                   | Dunsparce             | 306                   | Aggron                | 441                   | Chatot                | 548       | Petilil     | 704                   | Goomy                 | 776                   | Turtonator            | 864                   | Cursola               | 960                                      | Wiglett                                  |
| 056                   | Mankey                | 207                   | Gligar                | 307                   | Meditite              | 442                   | Spiritomb             | 549       | Lilligant   | 705                   | Sliggoo               | 777                   | Togedemaru            | 865                   | Sirfetch'd            | 961                                      | Wugtrio                                  |
| 057                   | Primeape              | 208                   | Steelix               | 308                   | Medicham              | 443                   | Gible                 | 550       | Basculin    | 706                   | Goodra                | 778                   | Mimikyu               | 866                   | Mr. Rime              | 962                                      | Bombirdier                               |
| 058                   | Growlithe             | 209                   | Snubbull              | 309                   | Electrike             | 444                   | Gabite                | 551       | Sandile     | 707                   | Klefki                | 779                   | Bruxish               | 867                   | Runerigus             | 963                                      | Finizen                                  |
| 059                   | Arcanine              | 210                   | Granbull              | 310                   | Manectric             | 445                   | Garchomp              | 552       | Krokorok    | 708                   | Phantump              | 780                   | Drampa                | 868                   | Milcery               | 964                                      | Palafin                                  |
| 060                   | Poliwag               | 211                   | Qwilfish              | 311                   | Plusle                | 446                   | Munchlax※             | 553       | Krookodile  | 709                   | Trevenant             | 781                   | Dhelmise              | 869                   | Alcremie              | 965                                      | Varoom                                   |
| 061                   | Poliwhirl             | 212                   | Scizor                | 312                   | Minun                 | 447                   | Riolu ※               | 554       | Darumaka    | 710                   | Pumpkaboo             | 782                   | Jangmo-o              | 870                   | Falinks               | 966                                      | Revavroom                                |
| 062                   | Poliwrath             | 213                   | Shuckle               | 313                   | Volbeat               | 448                   | Lucario               | 555       | Darmanitan  | 711                   | Gourgeist             | 783                   | Hakamo-o              | 871                   | Pincurchin            | 967                                      | Cyclizar                                 |
| 063                   | Abra                  | 214                   | Heracross             | 314                   | Illumise              | 449                   | Hippopotas            | 556       | Maractus    | 712                   | Bergmite              | 784                   | Kommo-o               | 872                   | Snom                  | 968                                      | Orthworm                                 |
| 064                   | Kadabra               | 215                   | Sneasel               | 315                   | Roselia               | 450                   | Hippowdon             | 557       | Dwebble     | 713                   | Avalugg               | 785                   | Tapu Koko ‡           | 873                   | Frosmoth              | 969                                      | Glimmet                                  |
| 065                   | Alakazam              | 216                   | Teddiursa             | 316                   | Gulpin                | 451                   | Skorupi               | 558       | Crustle     | 714                   | Noibat                | 786                   | Tapu Lele ‡           | 874                   | Stonjourner           | 970                                      | Glimmora                                 |
| 066                   | Machop                | 217                   | Ursaring              | 317                   | Swalot                | 452                   | Drapion               | 559       | Scraggy     | 715                   | Noivern               | 787                   | Tapu Bulu ‡           | 875                   | Eiscue                | 971                                      | Greavard                                 |
| 067                   | Machoke               | 218                   | Slugma                | 318                   | Carvanha              | 453                   | Croagunk              | 560       | Scrafty     | 716                   | Xerneas ‡             | 788                   | Tapu Fini ‡           | 876                   | Indeedee              | 972                                      | Houndstone                               |
| 068                   | Machamp               | 219                   | Magcargo              | 319                   | Sharpedo              | 454                   | Toxicroak             | 561       | Sigilyph    | 717                   | Yveltal ‡             | 789                   | Cosmog ‡♯             | 877                   | Morpeko               | 973                                      | Flamigo                                  |
| 069                   | Bellsprout            | 220                   | Swinub                | 320                   | Wailmer               | 455                   | Carnivine             | 562       | Yamask      | 718                   | Zygarde ‡             | 790                   | Cosmoem ‡♯            | 878                   | Cufant                | 974                                      | Cetoddle                                 |
| 070                   | Weepinbell            | 221                   | Piloswine             | 321                   | Wailord               | 456                   | Finneon               | 563       | Cofagrigus  | 719                   | Diancie ♭             | 791                   | Solgaleo ‡♯           | 879                   | Copperajah            | 975                                      | Cetitan                                  |
| 071                   | Victreebel            | 222                   | Corsola               | 322                   | Numel                 | 457                   | Lumineon              | 564       | Tirtouga ~  | 720                   | Hoopa ♭               | 792                   | Lunala ‡♯             | 880                   | Dracozolt ~           | 976                                      | Veluza                                   |
| 072                   | Tentacool             | 223                   | Remoraid              | 323                   | Camerupt              | 458                   | Mantyke ※             | 565       | Carracosta~ | 721                   | Volcanion ♭           | 793                   | Nihilego ♯            | 881                   | Arctozolt ~           | 977                                      | Dondozo                                  |
| 073                   | Tentacruel            | 224                   | Octillery             | 324                   | Torkoal               | 459                   | Snover                | 566       | Archen ~    | Sem Pokémon adicional | Sem Pokémon adicional | 794                   | Buzzwole ♯            | 882                   | Dracovish ~           | 978                                      | Tatsugiri                                |
| 074                   | Geodude               | 225                   | Delibird              | 325                   | Spoink                | 460                   | Abomasnow             | 567       | Archeops ~  | Sem Pokémon adicional | Sem Pokémon adicional | 795                   | Pheromosa ♯           | 883                   | Arctovish ~           | 979                                      | Annihilape                               |
| 075                   | Graveler              | 226                   | Mantine               | 326                   | Grumpig               | 461                   | Weavile               | 568       | Trubbish    | Sem Pokémon adicional | Sem Pokémon adicional | 796                   | Xurkitree ♯           | 884                   | Duraludon             | 980                                      | Clodsire                                 |
| 076                   | Golem                 | 227                   | Skarmory              | 327                   | Spinda                | 462                   | Magnezone             | 569       | Garbodor    | Sem Pokémon adicional | Sem Pokémon adicional | 797                   | Celesteela ♯          | 885                   | Dreepy                | 981                                      | Farigiraf                                |
| 077                   | Ponyta                | 228                   | Houndour              | 328                   | Trapinch              | 463                   | Lickilicky            | 570       | Zorua       | Sem Pokémon adicional | Sem Pokémon adicional | 798                   | Kartana ♯             | 886                   | Drakloak              | 982                                      | Dudunsparce                              |
| 078                   | Rapidash              | 229                   | Houndoom              | 329                   | Vibrava               | 464                   | Rhyperior             | 571       | Zoroark     | Sem Pokémon adicional | Sem Pokémon adicional | 799                   | Guzzlord ♯            | 887                   | Dragapult             | 983                                      | Kingambit                                |
| 079                   | Slowpoke              | 230                   | Kingdra               | 330                   | Flygon                | 465                   | Tangrowth             | 572       | Minccino    | Sem Pokémon adicional | Sem Pokémon adicional | 800                   | Necrozma ‡♯           | 888                   | Zacian ‡              | 984                                      | Presa Grande §                           |
| 080                   | Slowbro               | 231                   | Phanpy                | 331                   | Cacnea                | 466                   | Electivire            | 573       | Cinccino    | Sem Pokémon adicional | Sem Pokémon adicional | 801                   | Magearna ♭            | 889                   | Zamazenta‡            | 985                                      | Cauda Brado §                            |
| 081                   | Magnemite             | 232                   | Donphan               | 332                   | Cacturne              | 467                   | Magmortar             | 574       | Gothita     | Sem Pokémon adicional | Sem Pokémon adicional | 802                   | Marshadow ♭           | 890                   | Eternatus ‡           | 986                                      | Capuz Bruto §                            |
| 082                   | Magneton              | 233                   | Porygon2              | 333                   | Swablu                | 468                   | Togekiss              | 575       | Gothorita   | Sem Pokémon adicional | Sem Pokémon adicional | 803                   | Poipole ♯             | 891                   | Kubfu ‡               | 987                                      | Juba Sopro §                             |
| 083                   | Farfetch'd            | 234                   | Stantler              | 334                   | Altaria               | 469                   | Yanmega               | 576       | Gothitelle  | Sem Pokémon adicional | Sem Pokémon adicional | 804                   | Naganadel ♯           | 892                   | Urshifu ‡             | 988                                      | Asa Rasteira §                           |
| 084                   | Doduo                 | 235                   | Smeargle              | 335                   | Zangoose              | 470                   | Leafeon               | 577       | Solosis     | Sem Pokémon adicional | Sem Pokémon adicional | 805                   | Stakataka ♯           | 893                   | Zarude ♭              | 989                                      | Choque Areia §                           |
| 085                   | Dodrio                | 236                   | Tyrogue ※             | 336                   | Seviper               | 471                   | Glaceon               | 578       | Duosion     | Sem Pokémon adicional | Sem Pokémon adicional | 806                   | Blacephalon♯          | 894                   | Regieleki ‡           | 990                                      | Trilho Férreo §                          |
| 086                   | Seel                  | 237                   | Hitmontop             | 337                   | Lunatone              | 472                   | Gliscor               | 579       | Reuniclus   | Sem Pokémon adicional | Sem Pokémon adicional | 807                   | Zeraora ♭             | 895                   | Regidrago ‡           | 991                                      | Pacote Férreo §                          |
| 087                   | Dewgong               | 238                   | Smoochum※             | 338                   | Solrock               | 473                   | Mamoswine             | 580       | Ducklett    | Sem Pokémon adicional | Sem Pokémon adicional | 808                   | Meltan ♭              | 896                   | Glastrier ‡           | 992                                      | Mãos Férreas §                           |
| 088                   | Grimer                | 239                   | Elekid ※              | 339                   | Barboach              | 474                   | Porygon-Z             | 581       | Swanna      | Sem Pokémon adicional | Sem Pokémon adicional | 809                   | Melmetal ♭            | 897                   | Spectrier ‡           | 993                                      | Jugulares Férreas §                      |
| 089                   | Muk                   | 240                   | Magby ※               | 340                   | Whiscash              | 475                   | Gallade               | 582       | Vanillite   | Sem Pokémon adicional | Sem Pokémon adicional | Sem Pokémon adicional | Sem Pokémon adicional | 898                   | Calyrex ‡             | 994                                      | Mariposa Férrea §                        |
| 090                   | Shellder              | 241                   | Miltank               | 341                   | Corphish              | 476                   | Probopass             | 583       | Vanillish   | Sem Pokémon adicional | Sem Pokémon adicional | Sem Pokémon adicional | Sem Pokémon adicional | 899                   | Wyrdeer               | 995                                      | Espinhos Férreos §                       |
| 091                   | Cloyster              | 242                   | Blissey               | 342                   | Crawdaunt             | 477                   | Dusknoir              | 584       | Vanilluxe   | Sem Pokémon adicional | Sem Pokémon adicional | Sem Pokémon adicional | Sem Pokémon adicional | 900                   | Kleavor               | 996                                      | Frigibax                                 |
| 092                   | Gastly                | 243                   | Raikou ‡              | 343                   | Baltoy                | 478                   | Froslass              | 585       | Deerling    | Sem Pokémon adicional | Sem Pokémon adicional | Sem Pokémon adicional | Sem Pokémon adicional | 901                   | Ursaluna              | 997                                      | Arctibax                                 |
| 093                   | Haunter               | 244                   | Entei ‡               | 344                   | Claydol               | 479                   | Rotom                 | 586       | Sawsbuck    | Sem Pokémon adicional | Sem Pokémon adicional | Sem Pokémon adicional | Sem Pokémon adicional | 902                   | Basculegion           | 998                                      | Baxcalibur                               |
| 094                   | Gengar                | 245                   | Suicune ‡             | 345                   | Lileep ~              | 480                   | Uxie ‡                | 587       | Emolga      | Sem Pokémon adicional | Sem Pokémon adicional | Sem Pokémon adicional | Sem Pokémon adicional | 903                   | Sneasler              | 999                                      | Gimmighoul                               |
| 095                   | Onix                  | 246                   | Larvitar              | 346                   | Cradily ~             | 481                   | Mesprit ‡             | 588       | Karrablast  | Sem Pokémon adicional | Sem Pokémon adicional | Sem Pokémon adicional | Sem Pokémon adicional | 904                   | Overqwil              | 1000                                     | Gholdengo                                |
| 096                   | Drowzee               | 247                   | Pupitar               | 347                   | Anorith ~             | 482                   | Azelf ‡               | 589       | Escavalier  | Sem Pokémon adicional | Sem Pokémon adicional | Sem Pokémon adicional | Sem Pokémon adicional | 905                   | Enamorus ‡            | 1002                                     | Wo-Chien ‡                               |
| 097                   | Hypno                 | 248                   | Tyranitar             | 348                   | Armaldo ~             | 483                   | Dialga ‡              | 590       | Foongus     | Sem Pokémon adicional | Sem Pokémon adicional | Sem Pokémon adicional | Sem Pokémon adicional | Sem Pokémon adicional | Sem Pokémon adicional | 1003                                     | Chien-Pao ‡                              |
| 098                   | Krabby                | 249                   | Lugia ‡               | 349                   | Feebas                | 484                   | Palkia ‡              | 591       | Amoonguss   | Sem Pokémon adicional | Sem Pokémon adicional | Sem Pokémon adicional | Sem Pokémon adicional | Sem Pokémon adicional | Sem Pokémon adicional | 1004                                     | Ting-Lu ‡                                |
| 099                   | Kingler               | 250                   | Ho-oh ‡               | 350                   | Milotic               | 485                   | Heatran ‡             | 592       | Frillish    | Sem Pokémon adicional | Sem Pokémon adicional | Sem Pokémon adicional | Sem Pokémon adicional | Sem Pokémon adicional | Sem Pokémon adicional | 1005                                     | Chin-Yu ‡                                |
| 100                   | Voltorb               | 251                   | Celebi ♭              | 351                   | Castform              | 486                   | Regigigas ‡           | 593       | Jellicent   | Sem Pokémon adicional | Sem Pokémon adicional | Sem Pokémon adicional | Sem Pokémon adicional | Sem Pokémon adicional | Sem Pokémon adicional | 1005                                     | Lua Estrondo §                           |
| 101                   | Electrode             | Sem Pokémon adicional | Sem Pokémon adicional | 352                   | Kecleon               | 487                   | Giratina ‡            | 594       | Alomomola   | Sem Pokémon adicional | Sem Pokémon adicional | Sem Pokémon adicional | Sem Pokémon adicional | Sem Pokémon adicional | Sem Pokémon adicional | 1006                                     | Valentia Férrea §                        |
| 102                   | Exeggcute             | Sem Pokémon adicional | Sem Pokémon adicional | 353                   | Shuppet               | 488                   | Cresselia ‡           | 595       | Joltik      | Sem Pokémon adicional | Sem Pokémon adicional | Sem Pokémon adicional | Sem Pokémon adicional | Sem Pokémon adicional | Sem Pokémon adicional | 1007                                     | Koraidon § ‡                             |
| 103                   | Exeggutor             | Sem Pokémon adicional | Sem Pokémon adicional | 354                   | Banette               | 489                   | Phione ♭              | 596       | Galvantula  | Sem Pokémon adicional | Sem Pokémon adicional | Sem Pokémon adicional | Sem Pokémon adicional | Sem Pokémon adicional | Sem Pokémon adicional | 1008                                     | Miraidon § ‡                             |
| 104                   | Cubone                | Sem Pokémon adicional | Sem Pokémon adicional | 355                   | Duskull               | 490                   | Manaphy ♭             | 597       | Ferroseed   | Sem Pokémon adicional | Sem Pokémon adicional | Sem Pokémon adicional | Sem Pokémon adicional | Sem Pokémon adicional | Sem Pokémon adicional | 1009                                     | Onda Ando §                              |
| 105                   | Marowak               | Sem Pokémon adicional | Sem Pokémon adicional | 356                   | Dusclops              | 491                   | Darkrai ♭             | 598       | Ferrothorn  | Sem Pokémon adicional | Sem Pokémon adicional | Sem Pokémon adicional | Sem Pokémon adicional | Sem Pokémon adicional | Sem Pokémon adicional | 1010                                     | Folhas Férreas §                         |
| 106                   | Hitmonlee             | Sem Pokémon adicional | Sem Pokémon adicional | 357                   | Tropius               | 492                   | Shaymin ♭             | 599       | Klink       | Sem Pokémon adicional | Sem Pokémon adicional | Sem Pokémon adicional | Sem Pokémon adicional | Sem Pokémon adicional | Sem Pokémon adicional | 1011                                     | Dipplin                                  |
| 107                   | Hitmonchan            | Sem Pokémon adicional | Sem Pokémon adicional | 358                   | Chimecho              | 493                   | Arceus ♭              | 600       | Klang       | Sem Pokémon adicional | Sem Pokémon adicional | Sem Pokémon adicional | Sem Pokémon adicional | Sem Pokémon adicional | Sem Pokémon adicional | 1012                                     | Poltchageist                             |
| 108                   | Lickitung             | Sem Pokémon adicional | Sem Pokémon adicional | 359                   | Absol                 | Sem Pokémon adicional | Sem Pokémon adicional | 601       | Klinklang   | Sem Pokémon adicional | Sem Pokémon adicional | Sem Pokémon adicional | Sem Pokémon adicional | Sem Pokémon adicional | Sem Pokémon adicional | 1013                                     | Sinistcha                                |
| 109                   | Koffing               | Sem Pokémon adicional | Sem Pokémon adicional | 360                   | Wynaut ※              | Sem Pokémon adicional | Sem Pokémon adicional | 602       | Tynamo      | Sem Pokémon adicional | Sem Pokémon adicional | Sem Pokémon adicional | Sem Pokémon adicional | Sem Pokémon adicional | Sem Pokémon adicional | 1014                                     | Okidogi                                  |
| 110                   | Weezing               | Sem Pokémon adicional | Sem Pokémon adicional | 361                   | Snorunt               | Sem Pokémon adicional | Sem Pokémon adicional | 603       | Eelektrik   | Sem Pokémon adicional | Sem Pokémon adicional | Sem Pokémon adicional | Sem Pokémon adicional | Sem Pokémon adicional | Sem Pokémon adicional | 1015                                     | Munkidori                                |
| 111                   | Rhyhorn               | Sem Pokémon adicional | Sem Pokémon adicional | 362                   | Glalie                | Sem Pokémon adicional | Sem Pokémon adicional | 604       | Eelektross  | Sem Pokémon adicional | Sem Pokémon adicional | Sem Pokémon adicional | Sem Pokémon adicional | Sem Pokémon adicional | Sem Pokémon adicional | 1016                                     | Fezandipiti                              |
| 112                   | Rhydon                | Sem Pokémon adicional | Sem Pokémon adicional | 363                   | Spheal                | Sem Pokémon adicional | Sem Pokémon adicional | 605       | Elgyem      | Sem Pokémon adicional | Sem Pokémon adicional | Sem Pokémon adicional | Sem Pokémon adicional | Sem Pokémon adicional | Sem Pokémon adicional | 1017                                     | Ogerpon                                  |
| 113                   | Chansey               | Sem Pokémon adicional | Sem Pokémon adicional | 364                   | Sealeo                | Sem Pokémon adicional | Sem Pokémon adicional | 606       | Beheeyem    | Sem Pokémon adicional | Sem Pokémon adicional | Sem Pokémon adicional | Sem Pokémon adicional | Sem Pokémon adicional | Sem Pokémon adicional | 1018                                     | Archaludon                               |
| 114                   | Tangela               | Sem Pokémon adicional | Sem Pokémon adicional | 365                   | Walrein               | Sem Pokémon adicional | Sem Pokémon adicional | 607       | Litwick     | Sem Pokémon adicional | Sem Pokémon adicional | Sem Pokémon adicional | Sem Pokémon adicional | Sem Pokémon adicional | Sem Pokémon adicional | 1019                                     | Hydrapple                                |
| 115                   | Kangaskhan            | Sem Pokémon adicional | Sem Pokémon adicional | 366                   | Clamperl              | Sem Pokémon adicional | Sem Pokémon adicional | 608       | Lampent     | Sem Pokémon adicional | Sem Pokémon adicional | Sem Pokémon adicional | Sem Pokémon adicional | Sem Pokémon adicional | Sem Pokémon adicional | 1020                                     | Fogo Corrosão                            |
| 116                   | Horsea                | Sem Pokémon adicional | Sem Pokémon adicional | 367                   | Huntail               | Sem Pokémon adicional | Sem Pokémon adicional | 609       | Chandelure  | Sem Pokémon adicional | Sem Pokémon adicional | Sem Pokémon adicional | Sem Pokémon adicional | Sem Pokémon adicional | Sem Pokémon adicional | 1021                                     | Raio Fúria                               |
| 117                   | Seadra                | Sem Pokémon adicional | Sem Pokémon adicional | 368                   | Gorebyss              | Sem Pokémon adicional | Sem Pokémon adicional | 610       | Axew        | Sem Pokémon adicional | Sem Pokémon adicional | Sem Pokémon adicional | Sem Pokémon adicional | Sem Pokémon adicional | Sem Pokémon adicional | 1022                                     | Rocha Férrea                             |
| 118                   | Goldeen               | Sem Pokémon adicional | Sem Pokémon adicional | 369                   | Relicário             | Sem Pokémon adicional | Sem Pokémon adicional | 611       | Fraxure     | Sem Pokémon adicional | Sem Pokémon adicional | Sem Pokémon adicional | Sem Pokémon adicional | Sem Pokémon adicional | Sem Pokémon adicional | 1023                                     | Chifres Férreos                          |
| 119                   | Seaking               | Sem Pokémon adicional | Sem Pokémon adicional | 370                   | Luvdisc               | Sem Pokémon adicional | Sem Pokémon adicional | 612       | Haxorus     | Sem Pokémon adicional | Sem Pokémon adicional | Sem Pokémon adicional | Sem Pokémon adicional | Sem Pokémon adicional | Sem Pokémon adicional | 1024                                     | Terapagos                                |
| 120                   | Staryu                | Sem Pokémon adicional | Sem Pokémon adicional | 371                   | Bagon                 | Sem Pokémon adicional | Sem Pokémon adicional | 613       | Cubchoo     | Sem Pokémon adicional | Sem Pokémon adicional | Sem Pokémon adicional | Sem Pokémon adicional | Sem Pokémon adicional | Sem Pokémon adicional | 1025                                     | Pecharunt                                |
| 121                   | Starmie               | Sem Pokémon adicional | Sem Pokémon adicional | 372                   | Shelgon               | Sem Pokémon adicional | Sem Pokémon adicional | 614       | Beartic     | Sem Pokémon adicional | Sem Pokémon adicional | Sem Pokémon adicional | Sem Pokémon adicional | Sem Pokémon adicional | Sem Pokémon adicional | Sem Pokémon adicional (em Julho de 2025) | Sem Pokémon adicional (em Julho de 2025) |
| 122                   | Mr. Mime              | Sem Pokémon adicional | Sem Pokémon adicional | 373                   | Salamence             | Sem Pokémon adicional | Sem Pokémon adicional | 615       | Cryogonal   | Sem Pokémon adicional | Sem Pokémon adicional | Sem Pokémon adicional | Sem Pokémon adicional | Sem Pokémon adicional | Sem Pokémon adicional | Sem Pokémon adicional (em Julho de 2025) | Sem Pokémon adicional (em Julho de 2025) |
| 123                   | Scyther               | Sem Pokémon adicional | Sem Pokémon adicional | 374                   | Beldum                | Sem Pokémon adicional | Sem Pokémon adicional | 616       | Shelmet     | Sem Pokémon adicional | Sem Pokémon adicional | Sem Pokémon adicional | Sem Pokémon adicional | Sem Pokémon adicional | Sem Pokémon adicional | Sem Pokémon adicional (em Julho de 2025) | Sem Pokémon adicional (em Julho de 2025) |
| 124                   | Jynx                  | Sem Pokémon adicional | Sem Pokémon adicional | 375                   | Metang                | Sem Pokémon adicional | Sem Pokémon adicional | 617       | Accelgor    | Sem Pokémon adicional | Sem Pokémon adicional | Sem Pokémon adicional | Sem Pokémon adicional | Sem Pokémon adicional | Sem Pokémon adicional | Sem Pokémon adicional (em Julho de 2025) | Sem Pokémon adicional (em Julho de 2025) |
| 125                   | Electabuzz            | Sem Pokémon adicional | Sem Pokémon adicional | 376                   | Metagross             | Sem Pokémon adicional | Sem Pokémon adicional | 618       | Stunfisk    | Sem Pokémon adicional | Sem Pokémon adicional | Sem Pokémon adicional | Sem Pokémon adicional | Sem Pokémon adicional | Sem Pokémon adicional | Sem Pokémon adicional (em Julho de 2025) | Sem Pokémon adicional (em Julho de 2025) |
| 126                   | Magmar                | Sem Pokémon adicional | Sem Pokémon adicional | 377                   | Regirock ‡            | Sem Pokémon adicional | Sem Pokémon adicional | 619       | Mienfoo     | Sem Pokémon adicional | Sem Pokémon adicional | Sem Pokémon adicional | Sem Pokémon adicional | Sem Pokémon adicional | Sem Pokémon adicional | Sem Pokémon adicional (em Julho de 2025) | Sem Pokémon adicional (em Julho de 2025) |
| 127                   | Pinsir                | Sem Pokémon adicional | Sem Pokémon adicional | 378                   | Regice ‡              | Sem Pokémon adicional | Sem Pokémon adicional | 620       | Mienshao    | Sem Pokémon adicional | Sem Pokémon adicional | Sem Pokémon adicional | Sem Pokémon adicional | Sem Pokémon adicional | Sem Pokémon adicional | Sem Pokémon adicional (em Julho de 2025) | Sem Pokémon adicional (em Julho de 2025) |
| 128                   | Tauros                | Sem Pokémon adicional | Sem Pokémon adicional | 379                   | Registeel ‡           | Sem Pokémon adicional | Sem Pokémon adicional | 621       | Druddigon   | Sem Pokémon adicional | Sem Pokémon adicional | Sem Pokémon adicional | Sem Pokémon adicional | Sem Pokémon adicional | Sem Pokémon adicional | Sem Pokémon adicional (em Julho de 2025) | Sem Pokémon adicional (em Julho de 2025) |
| 129                   | Magicarpa             | Sem Pokémon adicional | Sem Pokémon adicional | 380                   | Latias ‡              | Sem Pokémon adicional | Sem Pokémon adicional | 622       | Golett      | Sem Pokémon adicional | Sem Pokémon adicional | Sem Pokémon adicional | Sem Pokémon adicional | Sem Pokémon adicional | Sem Pokémon adicional | Sem Pokémon adicional (em Julho de 2025) | Sem Pokémon adicional (em Julho de 2025) |
| 130                   | Gyarados              | Sem Pokémon adicional | Sem Pokémon adicional | 381                   | Latios ‡              | Sem Pokémon adicional | Sem Pokémon adicional | 623       | Golurk      | Sem Pokémon adicional | Sem Pokémon adicional | Sem Pokémon adicional | Sem Pokémon adicional | Sem Pokémon adicional | Sem Pokémon adicional | Sem Pokémon adicional (em Julho de 2025) | Sem Pokémon adicional (em Julho de 2025) |
| 131                   | Lapras                | Sem Pokémon adicional | Sem Pokémon adicional | 382                   | Kyogre ‡              | Sem Pokémon adicional | Sem Pokémon adicional | 624       | Pawniard    | Sem Pokémon adicional | Sem Pokémon adicional | Sem Pokémon adicional | Sem Pokémon adicional | Sem Pokémon adicional | Sem Pokémon adicional | Sem Pokémon adicional (em Julho de 2025) | Sem Pokémon adicional (em Julho de 2025) |
| 132                   | Ditto                 | Sem Pokémon adicional | Sem Pokémon adicional | 383                   | Groudon ‡             | Sem Pokémon adicional | Sem Pokémon adicional | 625       | Bisharp     | Sem Pokémon adicional | Sem Pokémon adicional | Sem Pokémon adicional | Sem Pokémon adicional | Sem Pokémon adicional | Sem Pokémon adicional | Sem Pokémon adicional (em Julho de 2025) | Sem Pokémon adicional (em Julho de 2025) |
| 133                   | Eevee†                | Sem Pokémon adicional | Sem Pokémon adicional | 384                   | Rayquaza ‡            | Sem Pokémon adicional | Sem Pokémon adicional | 626       | Bouffalant  | Sem Pokémon adicional | Sem Pokémon adicional | Sem Pokémon adicional | Sem Pokémon adicional | Sem Pokémon adicional | Sem Pokémon adicional | Sem Pokémon adicional (em Julho de 2025) | Sem Pokémon adicional (em Julho de 2025) |
| 134                   | Vaporeon              | Sem Pokémon adicional | Sem Pokémon adicional | 385                   | Jirachi ♭             | Sem Pokémon adicional | Sem Pokémon adicional | 627       | Rufflet     | Sem Pokémon adicional | Sem Pokémon adicional | Sem Pokémon adicional | Sem Pokémon adicional | Sem Pokémon adicional | Sem Pokémon adicional | Sem Pokémon adicional (em Julho de 2025) | Sem Pokémon adicional (em Julho de 2025) |
| 135                   | Jolteon               | Sem Pokémon adicional | Sem Pokémon adicional | 386                   | Deoxys ♭              | Sem Pokémon adicional | Sem Pokémon adicional | 628       | Braviary    | Sem Pokémon adicional | Sem Pokémon adicional | Sem Pokémon adicional | Sem Pokémon adicional | Sem Pokémon adicional | Sem Pokémon adicional | Sem Pokémon adicional (em Julho de 2025) | Sem Pokémon adicional (em Julho de 2025) |
| 136                   | Flareon               | Sem Pokémon adicional | Sem Pokémon adicional | Sem Pokémon adicional | Sem Pokémon adicional | Sem Pokémon adicional | Sem Pokémon adicional | 629       | Vullaby     | Sem Pokémon adicional | Sem Pokémon adicional | Sem Pokémon adicional | Sem Pokémon adicional | Sem Pokémon adicional | Sem Pokémon adicional | Sem Pokémon adicional (em Julho de 2025) | Sem Pokémon adicional (em Julho de 2025) |
| 137                   | Porygon               | Sem Pokémon adicional | Sem Pokémon adicional | Sem Pokémon adicional | Sem Pokémon adicional | Sem Pokémon adicional | Sem Pokémon adicional | 630       | Mandibuzz   | Sem Pokémon adicional | Sem Pokémon adicional | Sem Pokémon adicional | Sem Pokémon adicional | Sem Pokémon adicional | Sem Pokémon adicional | Sem Pokémon adicional (em Julho de 2025) | Sem Pokémon adicional (em Julho de 2025) |
| 138                   | Omanyte ~             | Sem Pokémon adicional | Sem Pokémon adicional | Sem Pokémon adicional | Sem Pokémon adicional | Sem Pokémon adicional | Sem Pokémon adicional | 631       | Heatmor     | Sem Pokémon adicional | Sem Pokémon adicional | Sem Pokémon adicional | Sem Pokémon adicional | Sem Pokémon adicional | Sem Pokémon adicional | Sem Pokémon adicional (em Julho de 2025) | Sem Pokémon adicional (em Julho de 2025) |
| 139                   | Omastar ~             | Sem Pokémon adicional | Sem Pokémon adicional | Sem Pokémon adicional | Sem Pokémon adicional | Sem Pokémon adicional | Sem Pokémon adicional | 632       | Durant      | Sem Pokémon adicional | Sem Pokémon adicional | Sem Pokémon adicional | Sem Pokémon adicional | Sem Pokémon adicional | Sem Pokémon adicional | Sem Pokémon adicional (em Julho de 2025) | Sem Pokémon adicional (em Julho de 2025) |
| 140                   | Kabuto ~              | Sem Pokémon adicional | Sem Pokémon adicional | Sem Pokémon adicional | Sem Pokémon adicional | Sem Pokémon adicional | Sem Pokémon adicional | 633       | Deino       | Sem Pokémon adicional | Sem Pokémon adicional | Sem Pokémon adicional | Sem Pokémon adicional | Sem Pokémon adicional | Sem Pokémon adicional | Sem Pokémon adicional (em Julho de 2025) | Sem Pokémon adicional (em Julho de 2025) |
| 141                   | Kabutops ~            | Sem Pokémon adicional | Sem Pokémon adicional | Sem Pokémon adicional | Sem Pokémon adicional | Sem Pokémon adicional | Sem Pokémon adicional | 634       | Zweilous    | Sem Pokémon adicional | Sem Pokémon adicional | Sem Pokémon adicional | Sem Pokémon adicional | Sem Pokémon adicional | Sem Pokémon adicional | Sem Pokémon adicional (em Julho de 2025) | Sem Pokémon adicional (em Julho de 2025) |
| 142                   | Aerodactyl~           | Sem Pokémon adicional | Sem Pokémon adicional | Sem Pokémon adicional | Sem Pokémon adicional | Sem Pokémon adicional | Sem Pokémon adicional | 635       | Hydreigon   | Sem Pokémon adicional | Sem Pokémon adicional | Sem Pokémon adicional | Sem Pokémon adicional | Sem Pokémon adicional | Sem Pokémon adicional | Sem Pokémon adicional (em Julho de 2025) | Sem Pokémon adicional (em Julho de 2025) |
| 143                   | Snorlax               | Sem Pokémon adicional | Sem Pokémon adicional | Sem Pokémon adicional | Sem Pokémon adicional | Sem Pokémon adicional | Sem Pokémon adicional | 636       | Larvesta    | Sem Pokémon adicional | Sem Pokémon adicional | Sem Pokémon adicional | Sem Pokémon adicional | Sem Pokémon adicional | Sem Pokémon adicional | Sem Pokémon adicional (em Julho de 2025) | Sem Pokémon adicional (em Julho de 2025) |
| 144                   | Articuno ‡            | Sem Pokémon adicional | Sem Pokémon adicional | Sem Pokémon adicional | Sem Pokémon adicional | Sem Pokémon adicional | Sem Pokémon adicional | 637       | Volcarona   | Sem Pokémon adicional | Sem Pokémon adicional | Sem Pokémon adicional | Sem Pokémon adicional | Sem Pokémon adicional | Sem Pokémon adicional | Sem Pokémon adicional (em Julho de 2025) | Sem Pokémon adicional (em Julho de 2025) |
| 145                   | Zapdos ‡              | Sem Pokémon adicional | Sem Pokémon adicional | Sem Pokémon adicional | Sem Pokémon adicional | Sem Pokémon adicional | Sem Pokémon adicional | 638       | Cobalion ‡  | Sem Pokémon adicional | Sem Pokémon adicional | Sem Pokémon adicional | Sem Pokémon adicional | Sem Pokémon adicional | Sem Pokémon adicional | Sem Pokémon adicional (em Julho de 2025) | Sem Pokémon adicional (em Julho de 2025) |
| 146                   | Moltres ‡             | Sem Pokémon adicional | Sem Pokémon adicional | Sem Pokémon adicional | Sem Pokémon adicional | Sem Pokémon adicional | Sem Pokémon adicional | 639       | Terrakion ‡ | Sem Pokémon adicional | Sem Pokémon adicional | Sem Pokémon adicional | Sem Pokémon adicional | Sem Pokémon adicional | Sem Pokémon adicional | Sem Pokémon adicional (em Julho de 2025) | Sem Pokémon adicional (em Julho de 2025) |
| 147                   | Dratini               | Sem Pokémon adicional | Sem Pokémon adicional | Sem Pokémon adicional | Sem Pokémon adicional | Sem Pokémon adicional | Sem Pokémon adicional | 640       | Virizion ‡  | Sem Pokémon adicional | Sem Pokémon adicional | Sem Pokémon adicional | Sem Pokémon adicional | Sem Pokémon adicional | Sem Pokémon adicional | Sem Pokémon adicional (em Julho de 2025) | Sem Pokémon adicional (em Julho de 2025) |
| 148                   | Dragonair             | Sem Pokémon adicional | Sem Pokémon adicional | Sem Pokémon adicional | Sem Pokémon adicional | Sem Pokémon adicional | Sem Pokémon adicional | 641       | Tornadus ‡  | Sem Pokémon adicional | Sem Pokémon adicional | Sem Pokémon adicional | Sem Pokémon adicional | Sem Pokémon adicional | Sem Pokémon adicional | Sem Pokémon adicional (em Julho de 2025) | Sem Pokémon adicional (em Julho de 2025) |
| 149                   | Dragonite             | Sem Pokémon adicional | Sem Pokémon adicional | Sem Pokémon adicional | Sem Pokémon adicional | Sem Pokémon adicional | Sem Pokémon adicional | 642       | Thundurus ‡ | Sem Pokémon adicional | Sem Pokémon adicional | Sem Pokémon adicional | Sem Pokémon adicional | Sem Pokémon adicional | Sem Pokémon adicional | Sem Pokémon adicional (em Julho de 2025) | Sem Pokémon adicional (em Julho de 2025) |
| 150                   | Mewtwo ‡              | Sem Pokémon adicional | Sem Pokémon adicional | Sem Pokémon adicional | Sem Pokémon adicional | Sem Pokémon adicional | Sem Pokémon adicional | 643       | Reshiram ‡  | Sem Pokémon adicional | Sem Pokémon adicional | Sem Pokémon adicional | Sem Pokémon adicional | Sem Pokémon adicional | Sem Pokémon adicional | Sem Pokémon adicional (em Julho de 2025) | Sem Pokémon adicional (em Julho de 2025) |
| 151                   | Mew ♭                 | Sem Pokémon adicional | Sem Pokémon adicional | Sem Pokémon adicional | Sem Pokémon adicional | Sem Pokémon adicional | Sem Pokémon adicional | 644       | Zekrom ‡    | Sem Pokémon adicional | Sem Pokémon adicional | Sem Pokémon adicional | Sem Pokémon adicional | Sem Pokémon adicional | Sem Pokémon adicional | Sem Pokémon adicional (em Julho de 2025) | Sem Pokémon adicional (em Julho de 2025) |
| Sem Pokémon adicional | Sem Pokémon adicional | Sem Pokémon adicional | Sem Pokémon adicional | Sem Pokémon adicional | Sem Pokémon adicional | Sem Pokémon adicional | Sem Pokémon adicional | 645       | Landorus ‡  | Sem Pokémon adicional | Sem Pokémon adicional | Sem Pokémon adicional | Sem Pokémon adicional | Sem Pokémon adicional | Sem Pokémon adicional | Sem Pokémon adicional (em Julho de 2025) | Sem Pokémon adicional (em Julho de 2025) |
| Sem Pokémon adicional | Sem Pokémon adicional | Sem Pokémon adicional | Sem Pokémon adicional | Sem Pokémon adicional | Sem Pokémon adicional | Sem Pokémon adicional | Sem Pokémon adicional | 646       | Kyurem ‡    | Sem Pokémon adicional | Sem Pokémon adicional | Sem Pokémon adicional | Sem Pokémon adicional | Sem Pokémon adicional | Sem Pokémon adicional | Sem Pokémon adicional (em Julho de 2025) | Sem Pokémon adicional (em Julho de 2025) |
| Sem Pokémon adicional | Sem Pokémon adicional | Sem Pokémon adicional | Sem Pokémon adicional | Sem Pokémon adicional | Sem Pokémon adicional | Sem Pokémon adicional | Sem Pokémon adicional | 647       | Keldeo ♭    | Sem Pokémon adicional | Sem Pokémon adicional | Sem Pokémon adicional | Sem Pokémon adicional | Sem Pokémon adicional | Sem Pokémon adicional | Sem Pokémon adicional (em Julho de 2025) | Sem Pokémon adicional (em Julho de 2025) |
| Sem Pokémon adicional | Sem Pokémon adicional | Sem Pokémon adicional | Sem Pokémon adicional | Sem Pokémon adicional | Sem Pokémon adicional | Sem Pokémon adicional | Sem Pokémon adicional | 648       | Meloetta ♭  | Sem Pokémon adicional | Sem Pokémon adicional | Sem Pokémon adicional | Sem Pokémon adicional | Sem Pokémon adicional | Sem Pokémon adicional | Sem Pokémon adicional (em Julho de 2025) | Sem Pokémon adicional (em Julho de 2025) |
| Sem Pokémon adicional | Sem Pokémon adicional | Sem Pokémon adicional | Sem Pokémon adicional | Sem Pokémon adicional | Sem Pokémon adicional | Sem Pokémon adicional | Sem Pokémon adicional | 649       | Genesect ♭  | Sem Pokémon adicional | Sem Pokémon adicional | Sem Pokémon adicional | Sem Pokémon adicional | Sem Pokémon adicional | Sem Pokémon adicional | Sem Pokémon adicional (em Julho de 2025) | Sem Pokémon adicional (em Julho de 2025) |

### Espécies glitch
No jogo de Game Boy de Pokémon, Pokémon Red, Green, Blue e Yellow, os jogadores conseguiram acessar um conjunto de 105 Pokémon glitch. Essas espécies não foram projetadas pelos designers dos jogos, mas podem ser encontradas em uma pequena área do jogo. Entre essas espécies, há uma falha chamada MissingNo., que se tornou altamente notório.